# Пересторонин, Николай Васильевич
Пересторонин Николай Васильевич (1 декабря 1951, Киров) — русский  православный писатель, поэт, эссеист, журналист, редактор. Главный редактор литературно-художественного альманаха «Вятка литературная» и вятского литературного журнала «Ротонда». Член Союза журналистов России, Союза писателей России. Заслуженный работник культуры Российской Федерации. Почётный гражданин города Кирова (2023).
Лауреат премии Правительства Российской Федерации в области печатных СМИ (2009) и ряда других премий

## Биография
Николай Васильевич Пересторонин родился в Кирове 1 декабря 1951 года в семье рабочего.
Окончил факультет журналистики Уральского государственного университета (1980), служил в рядах советской армии. Работал слесарем на заводе «Лепсе», фрезеровщиком на заводе «Маяк». Далее c 1973 года — в редакциях областных газет «Комсомольское племя», «Кировская правда», «Вятский край».
Участник Дней вятской культуры в Польше и Москве, Дней Заболоцкого в Уржуме, Дней литературы в Слободском, Подосиновце и других районах области; торжественных мероприятий, посвящённых юбилеям города Кирова, Свято-Трифоновским чтениям; был одним из руководителей межрегиональных, областных семинаров молодых литераторов.
Публиковался в журналах «Смена», «Наш современник», «Знамя», «Нижний Новгород», «Луч», «Собор», «Россияне», «Русское эхо», «Всерусскій собор», «Родная Ладога», «Литера» (Йошкар-Ола), «Дрон» (Белгород); в журнале писателей России «Невский альманах»; в альманахах «День поэзии — 2000», «Альманах поэзии — 2008»; в антологии Сибирской поэзии «Слово о Матери»; в «Литературной газете» и др.
Первая книга стихов «Следы на снегу» вышла в 1981 году в Волго-Вятском книжном издательстве. Далее последовали книги «Старый двор» (лирическое повествование в стихах и прозе), «Снегопады двадцатого века» (стихи), «Серебряный оберег» (стихи, маленькая повесть, колики и переколики), «Александровский сад» (роман-мозаика), «Окно в Венецию» (стихи), «Симоновский остров» (рассказы и современные зарисовки), «Дорога на Иерусалим» (паломнические заметки), «Жизнь. Судьба. Литература» (литературные портреты и беседы) и др. Его творчество представлено в Энциклопедии Земли Вятской «Литература», томах Антологии Вятской литературы «Вятская поэзия XX века» и «Современный рассказ». 
В 2017 году удостоен премии имени Александра Герцена. В разные годы лауреатами премии имени Александра Герцена становились такие известные писатели, как Альберт Лиханов, Захар Прилепин и Павел Басинский.
По версии Совета по поэзии Союза писателей России книга стихов «Некалендарная весна» Николая Пересторонина была названа «Лучшей поэтической книгой 2018 года».
О творчестве Николая Васильевича Пересторонина сняты фильм и передачи на КГТРК «Вятка».
Николай Васильевич Пересторонин — член правления областной писательской организации, входит в состав экспертного совета по культуре при департаменте культуры и искусства Кировской области, заслуженный работник культуры РФ, лауреат премии Правительства России в области печатных СМИ, лауреат всероссийской литературной премии имени Святого благоверного князя Александра Невского, всероссийской литературной премии имени Н. А. Заболоцкого, премии имени Александра Герцена, областных премий имени А. С. Грина, О. М. Любовикова, Л. В. Дьяконова, общегородской премии «Мэри», премии «Вятский горожанин», обладатель золотой медали православного фестиваля в Пензе и почётного знака «За заслуги перед профессиональным сообществом» православного фестиваля в Москве и др.
Делегат XIV и XV съездов Союза писателей России в Калуге и в Москве. 
22 октября 2023 года Николаю Пересторонину присвоили звание «Почётный гражданин города Кирова».
Живёт и работает в Кирове.

### Книги
- Николай Пересторонин Следы на снегу: Стихи. — [Худож. В.П. Копылов]. — Киров: Волго-Вятское книжное издательство, 1981. — 15 с. — 5000 экз.
- Николай Пересторонин Старый двор: Лирическое повествование в стихах и прозе. — [Худож. Г.Ю. Карачарова]. — Киров: Волго-Вятское книжное издательство, 1988 г. — 60 с.
- Николай Пересторонин Снегопады двадцатого века: Стихи. — [Худож. Татьяна Дедова]. — Киров: Вятское слово, 1993. — 48 с.
- Николай Пересторонин Серебряный оберег: Стихи, маленькая повесть, колики и переколики. — [Худож. С.Ю. Горбачев]. — Киров: Областная типография, 1997. — 127 с.; илл.
- Николай Пересторонин Александровский сад: Роман-мозаика. — [Худож. С.Ю. Горбачев]. — Киров: Дом печати «Вятка», 2001. — 191 с.; илл.
- Николай Пересторонин Симоновский остров: Рассказы и современные зарисовки. — [Худож. С.Ю. Горбачев]. — Киров: Кировская областная писательская организация, 2003. — 63 стр. (серия «Народная библиотека»)
- Николай Пересторонин И напиться воды из ключа: Стихи трех поэтов: Николай Пересторонин, Маргарита Чебышева, Александр Страузов. — [Худож. С.Ю. Горбачев]. — Киров: Областная писательская организация, 2003. — 64 с. (серия «Народная библиотека»)
- Николай Пересторонин Окно в Венецию: Стихи. — [Худож. С.Ю. Горбачев]. — Киров, 2003. — 319 с.
- Николай Пересторонин Дорога на Иерусалим: Проза и стихи. — Киров: Дом печати «Вятка», 2006. — 48 с.
- Николай Пересторонин Жизнь, Судьба. Литература: Эссе. — Киров: Медицинский информационно-аналитический центр, 2006. — 142 с.
- Николай Пересторонин Осень. Болдино: Стихи Николая Пересторонина, фотографии Петра Касаткина / предисловие Юрия Жулина. — Киров: Дом печати «Вятка», 2006. — 18 с.; илл.
- Николай Пересторонин Зима. Вятские увалы: Стихи Николая Пересторонина, фотографии Петра Касаткина / предисловие Юрия Одношивкина. — 2006. — 14 с.; илл.
- Николай Пересторонин Дорога на Иерусалим: Проза и стихи. — Санкт-Петербург, 2007. — 48 с.
- Николай Пересторонин Молитва о Святой земле: Проза и стихи, по благословению митрополита Вятского и Слободского Хрисанфа. — [Худож.  Алексей Крысов]. — Вятка (Киров): Областная типография, 2007. — 221 с.; илл.
- Николай Пересторонин Дружеский отбор: Стихи и критические статьи Николая Пересторонина и Валерия Фокина. — [Худож. В.Г. Удальцов]. — Киров, 2008. — 111 с.; илл.
- Николай Пересторонин Для тебя: Стихи. — Киров: Издательство «Аверс», 2010. — 86 стр.; илл.
- Николай Пересторонин Будем как свечи: Проза, по благословению митрополита Вятского и Слободского Марка. — [Худож.  А.А. Мочалова]. — Вятка (Киров): Областная типография, 2012. — 256 с.; илл.
- Николай Пересторонин Молнии слов светозарных. Этот известный неизвестный В.А. Никофоров-Волгин: Проза. — Киров: Издательский дом «Герценка», 2013. — 76 с.; илл.
- Николай Пересторонин Я в путь готов, я здесь оставил душу: История одного причастия, проза. — Слободской: Слободская городская библиотека имени А. С. Грина, 2014. — 56 с.; илл.
- Николай Пересторонин Повесть о Земле Русской: Проза. — Киров: ООО «Типография «Старая Вятка», 2014. — 246 с.; илл.
- Николай Пересторонин Дом на высокой горе: Повесть, рассказ, эссе. — Киров: Издательский дом «Герценка», 2015. — 214 с.; илл.
- Николай Пересторонин Кильмезь — Киров: Издательский дом «Крепостновъ»; Благотворительный фонд «Наследие Вятки», 2016. — 216 с.; илл. (Наследие Вятки)
- Николай Пересторонин …А я остался на Земле: Проза, стихи. — Киров: Издательский дом «Герценка». 2016. — 172 с.; илл.
- Николай Пересторонин Путешествие в судьбу. Иордан. Байкал. Великая: Стихи, проза. — Киров: Издательский дом «Герценка», 2018. — 140 с.; илл.
- Николай Пересторонин Некалендарная весна: Стихи. — [Худож. А. А. Мочалова]. — Киров: Фонд «Культурное наследие Вятки»; Кировская областная типография, 2018. — 172 с.; илл.
- Николай Пересторонин Для тебя: Стихи. — Киров, 2020.
- Николай Пересторонин Костёр: Сборник стихов. — Киров, 2021. — 96 с.; 500 экз. — ISBN 978-5-6046970-7-8 (Ротонда-персона. Приложение к литературному журналу «Ротонда»; Вып. 4.)
- Николай Пересторонин Великорецкий посох: [сборник стихов и прозы]. — Киров: КОГБУК «КОУНБ им. А. И. Герцена», 2024. — 168 с. (Народная библиотека. XXI век)
- Николай Пересторонин Купола на снегу. — Киров: Кировская обл. тип., 2024. — 303 с.: цв. ил. — 700 экз. — ISBN 978-5-498-01141-7

### Книги избранных произведений
- Николай Пересторонин Серебро и золото: Стихи и проза. — [Худож . А. Крысов]. Предисловие В.А. Поздеева, послесловие О.Л. Лапко. — Киров: Издательство «О – Краткое», 2011. — 400 с. (серия «Антология вятской литературы»)

### Сборники, альманахи
- Встречи: Произведения кировских писателей. — Сост. В. В. Заболотский. — [Н. Пересторонин: C.184: «Мне письма шлёт московская родня…». Костёр. (Стихи)] — Киров: Волго-Вятское кн. изд-во, Кировское отд., 1978. — 247 с.; 15 000 экз.
- О, древний город, давший мне приют: Сборник стихов вятских поэтов к 650-летнему юбилею города Кирова. — Киров: Кировская обл. типогр., 2024. — 176 с.; Николай Пересторонин: [Стихи] C. 34-49. — 500 экз. — ISBN 978-5-498-01070-0

## Премии и награды
- Лауреат Всесоюзной премии им. В. В. Овечкина журнала «Литературная учёба» (1981)
- Лауреат областной премии им. Овидия Любовикова (1997)
- Лауреат областной премии им. Леонида Дьяконова
- Лауреат областной премии им. А. С. Грина (1988)
- Заслуженный работник культуры Российской Федерации (1999)
- Лауреат премии им. Н. А. Заболоцкого (2004)
- Лауреат премии им. Святого благоверного князя Александра Невского (2009)
- Лауреат премии Правительства России в области печатных СМИ (2009)
- Лауреат международной премии «Золотое перо»
- Медаль «За особый вклад в книжное дело»
- Кавалер ордена Достоевского I и II степени (общественная награда Пермского края)
- Нагрудный знак «За заслуги перед профессиональным сообществом» (Православный фестиваль, Москва)
- Лауреат премии имени Александра Герцена (2017)
- Лауреат конкурса «Лучшая поэтическая книга 2018 года», объявленного Советом по поэзии Союза писателей России (2018)
- Почётная грамота правления Союза писателей России
- Почётный гражданин города Кирова (2023)
- Благодарность АНО «Дирекция по организации 650-летия г. Кирова» (2024)
- Церковные награды
- Дипломант и лауреат многих областных литературных конкурсов